# Миље (Трново)
Миље су насељено мјесто у општини Трново, Федерација БиХ, Босна и Херцеговина.

## Становништво
|         | 2013.      | 1991.       | 1981.       | 1971.       |
| Укупно  | 2 (100,0%) | 18 (100,0%) | 30 (100,0%) | 64 (100,0%) |
| Бошњаци | 2 (100,0%) | –           | –           | –           |
| Срби    | –          | 18 (100,0%) | 30 (100,0%) | 64 (100,0%) |